# 211 Izolda
211 Izolda (mednarodno ime 211 Isolda) je asteroid tipa C v glavnem asteroidnem pasu. 

## Odkritje
Asteroid je odkril avstrijski astronom Johann Palisa 10. decembra 1879 v Pulju . Imenuje se po Izoldi iz legende o Tristanu in Izoldi.

## Lastnosti
Asteroid Izolda obkroži Sonce v 5,3 letih. Njegova tirnica ima izsrednost 0,162, nagnjena pa je za 3,883° proti ekliptiki. Njegov premer je 143,19 km, okoli svoje osi se zavrti v 18,365 h .